# Чорна вишиванка
Чорна вишиванка  - українська повстанська пісня. Пісня оспівує події 
Кулебської трагедії яка сталася в ніч з 21 на 22 лютого 1941 року. А саме, бій
підпільників ОУНР проти чималого загону НКВС. Точне походження пісні невідоме, по одній з версій народна, по іншій, автором є Олександр Шевченко. 
Назва і ідея створення пісні походить від того що вишиванки чорного кольору надзвичайно любили українські повстанці під час 2-ї світової війни. 
Бійці повстанці в похідних умовах не мали можливості дотримуватися чистоти сорочок.  Слід зазначити що чорний колір сорочки, має значно кращі маскувальні характеристики, ніж білий. Таким чином, чорна вишивка виручала бійців та підтримувала їх морально. 
Тому повстанці навіть склали пісню, присвячену чорної вишиванці, чорні вишиванки були їм найбільш зручними, практичними та доречними.
Пісня чорна вишиванка розповідає про пораненого бійця повстанця який був поранений в бою з червоними загарбниками, та був вдягнений в чорну вишиванку. 
На хуторі Кулеби, неподалік села Нараїв на Тернопіллі проводиться щорічний всеукраїнський фестиваль "Чорна вишиванка", із традиційним виконанням одноіменної пісні.